# Општина Чоканешти (Калараш)
Чоканешти (рум. Ciocăneşti) општина је у Румунији у округу Калараш.
Oпштина се налази на надморској висини од 20 m.